# 4310 Strömholm
4310 Strömholm este un asteroid din centura principală, descoperit pe 2 septembrie 1978 de Claes Lagerkvist.